# アンドルー・クナーナン
アンドルー・クナーナン（英語: Andrew Cunanan（[ǽndru kjunǽnən]）、1969年8月31日 - 1997年7月23日）はアメリカ合衆国の連続殺人犯である。
日本での表記は、アンドリュー・クナナンが主に使用されている。
1997年4月から7月までに、デザイナーのジャンニ・ヴェルサーチとシカゴの不動産業者リー・ミグリンを含む、少なくとも5人を殺害したアメリカの連続殺人犯であった。
1997年6月12日、クナーナンはFBI10大最重要指名手配のリストに載せられた449番目の逃亡者になった。一連の殺人事件は7月23日の、銃によるクナーナンの自殺で終結した。

## 経歴
アンドルー・クナーナンは、フィリピン系アメリカ人のモデスト・クナーナンを父として、イタリア系アメリカ人マリー・アンを母として、カリフォルニア州ナショナル・シティに生まれた。夫妻の4人の子供達のうちで一番下の子供だった。父モデストはアメリカ海軍所属でベトナム戦争に従軍していて、母マリー・アンは電話交換手をしていた。
1972年、父モデストは軍を退役して株式仲買人の仕事を始めた。一家はカリフォルニア州サンディエゴのボニータ地区、そしてランチョ・ベルナルド地区に引っ越した。1981年、両親はクナーナンを同じサンディエゴのラホヤ地区にある私立校「ザ・ビショプス・スクール」に入学させた。学校では、明るくておしゃべり好きで、IQテストでは147を記録していた。しかし、自分の家族や私生活について、ファンタスティックな粉飾を行って語っていたので、多大な嘘つきとして評判であった。また、その時々に最も魅力的だと感じられるように、自分の外観を変えることに長けていた。
1987年に高校を卒業した後は、カリフォルニア大学サンディエゴ校に入学してアメリカ合衆国の歴史を専攻した。しかし1988年クナーナンが19歳のときに、横領が発覚した父は、逮捕を避ける目的で家族から離れフィリピンに出国した。クナーナンは父を追ってフィリピンに行き、父の恵まれない住居を見てすぐにアメリカに帰ってきた。そして大学を中退して、サンディエゴで男性相手のジゴロ生活を行うようになった。クナーナンの同性愛指向は母にも伝わって、親子で言い争いになって、母は壁に投げつけられて肩を脱臼した。
人生の最後の数年、クナーナンは特別な目的のもとで、裕福な老人たちを後援者にして暮らしていた。クラブで社会的なイヴェントを催し、しばしばレストランで小切手の支払い行っていた。そして、地域のゲイ・コミュニティー内で知人を増やすために、後援者の金銭を消費していた。しかし、後援者の一人であったミリオネアは犯罪が行われる前年、1996年の秋にクナーナンを見限った。
クナーナンは友人達の影響でドラッグに手を出していて、サドマゾヒズム嗜好があった。そして、セクシャルな場においては常に支配者の立場に立っていた。
後に報告書で行動を調べると、反社会性パーソナリティ障害で苦しんでいた可能性が示されている。以前は精神の病気で、他人との共感の欠如が見られるパーソナリティ障害と言い表されていたものである。

## 連続殺人
クナーナンによる連続殺人は、以下の5人が確認されている。
- ジェフリー・トレイル (Jeffrey Trail) 28歳 元アメリカ海軍士官、プロパン販売会社のセールスマン
- デイヴィッド・マドソン (David Madson) 33歳 建築設計士
- リー・ミグリン (Lee Miglin) 72歳 不動産開発業者
- ウィリアム・リース (William Reese) 45歳 墓地管理人
- ジャンニ・ヴェルサーチ (Gianni Versace) 50歳　イタリアン・ファッション・デザイナー

1997年4月25日、クナーナンは片道分の搭乗券を入手して、サンディエゴからミネソタ州ミネアポリスに飛行機で移動した。ミネアポリスには、サンディエゴ時代からの友人だったジェフリー・トレイルと、かつて恋人だったデイヴィッド・マドソンが住んでいた。
マドソンは、サンフランシスコのベイエリアに友人を訪ねていた時にクナーナンと知り合いになった。マドソンとクナーナンは恋人同士になったが、クナーナンの背後には知りえない暗い部分があって、マドソンは事件の6ヶ月前にはクナーナンに別れを告げていた。トレイルはミネソタのプロパン販売会社に勤務するため、マドソンの近くに住むようになっていて、マドソンとトレイルは交友関係を保持していた。またトレイルはクナーナンに対する恐れを友人達に打ち明けていた。
週末の旅行という名目でマドソンの家に滞在していたクナーナンは電話をして、4月27日にトレイルをマドソンの住むロフト・アパートに呼び出した。2日後に警察はマドソンのアパートでトレイルの死体を発見した。4月27日にクナーナンがトレイルと言い争っていて、トレイルの頭部をハンマーで何度も殴打して殺害したうえで、死体をクローゼットにあった敷物で巻いて置き去りにしたとみなされている。
1997年5月3日ミネソタ州ラッシュ・シティ近くの"Rush Lake"の東岸で、マドソンの遺体が発見された。背後から1回、頭部を2回撃たれた状態で死亡していた。マドソンとクナーナンは、それまで数箇所で行動を共にしていたのを目撃されていた。使用された銃はトレイルの名義でライセンスを取得したもので、どこかの段階でクナーナンがトレイルの住居から持ち出したものと思われている。 　
クナーナンはマドソンのジープを運転して逃走し、1997年5月4日イリノイ州シカゴで、著名な不動産開発業者であった72歳のリー・ミグリンを殺害。ミグリンはダクト・テープで手足を固定され頭にも巻かれていた。そしてドライバーで20回以上刺され、鋸でのどを切られていた。また2000ドルと1994年製のレクサスが無くなっていて、マドソンの赤いジープ・チェロキーがミグリンのタウンハウスで発見された。
ミグリンを殺害した後、クナーナンは数日間ニューヨークに滞在していた事実が明らかになっている。その後ミグリンのレクサスを運転しながらペンシルヴェニア州フィラデルフィアのエリアでクナーナンは車内の電話を2度使用した。翌日クナーナンは、自分の通話がフィラデルフィアの警察に把握されていることをニュースで知ったと思われている。
ニュージャージー州ペンズヴィルの"Finn's Point National Cemetery"で4人目の犠牲者である、墓地管理人ウィリアム・リースが頭部を撃たれた状態で発見された。1997年5月9日リースの死体の側で、ミグリン所有のレクサスが発見された。クナーナンはリースの赤いピックアップトラックでフロリダ州マイアミビーチに行って、5番目の殺人事件までの2か月間、"Normandy Plaza Hotel"に隠れるように滞在していた。またクナーナンは警察が古物商の記録を定期的にチェックしているのを知っていたにもかかわらず、盗品を現金化するために自分の本名を使用していた。
この事件後の6月21日、FBIはクナーナンをFBIの10大最重要指名手配リストに載せた。
ヴェルサーチ殺害の4日前にクナーナンを逮捕出来る可能性があった。サンドイッチ店の店員が、注文に来た男をクナーナンと確認して警察に通報したが、警察が到着した時にはいなくなっていた。
1997年7月15日、クナーナンはイタリアのファッション・デザイナーであるジャンニ・ヴェルサーチをマイアミ・ビーチの別荘の正門で2発撃って殺害し、目撃者が捕らえようとしたが逃げられてしまった。リースから奪った車は近くの駐車場で警察によって発見され、衣服、代替パスポート、殺人事件の新聞切抜きが車内に残されていた
。

## 死
ヴェルサーチを殺害した8日後の1997年7月23日、クナーナンはマイアミ・ビーチに停泊していたハウス・ボートの二階の寝室で、自分の右こめかみを撃って自殺した。この銃はクナーナンの最初の犠牲者ジェフリー・トレイルから奪ったセミ・オートマティックで、.40 S&Wの口径の銃『Taurus PT100』であった。マドソン、リース、ヴェルサーチを殺すのに使用したのと同じ銃であった。
クナーナンの遺骸は火葬され、遺骨はカリフォルニア州サンディエゴの"Holy Cross Catholic Cemetery"に葬られている。

## 動機
クナーナンの正確な動機は不明である。一時期プレスと一般の人々は、クナーナンがHIV陽性であるとの推測をして、それを犯罪と結びつけようとしたが、死後の解剖の結果はHIV陰性であった。
6つの州でのクナーナンを知っていた人々と警察関係者へのインタヴューで、クナーナンの行動について、より単純な説明が出てきた。「それは生き延びるための行動で、事件はそのために行われた」というものである
。
金持ちの老人たちに金銭や高価な物品を貢がせていたという評判を受けて、警察はクナーナンが死亡したハウス・ボートを捜索したが、C・S・ルイスの小説のコレクションといくつかのヒドロコルチゾン・クリームのチューブ以外は、何のノートも所持品も残されていなかった。

## カルチャー
- 1998年の映画『ベルサーチ・マーダー』ではシェーン・パデューがクナーナンを演じ[21]、2013年のテレヴィジョン映画『ハウス・オブ・ヴェルサーチ〜モードの王国を甦らせた女〜/マダム・ヴェルサーチ』ではルーク・モリソンがクナーナンを演じた。
- The American Court TVは『Mugshots』シリーズの中でクナーナンを『Andrew Cunanan The Versace Killer』として取り上げた[22]。
- モデスト・マウス2015年に発表されたアルバム『Strangers to Ourselves』に収録されている曲『"Pistol (A. Cunanan, Miami, FL. 1996)"』は事件の影響を受けている。
- 『アメリカン・クライム・ストーリー』第2シーズン『ヴェルサーチ暗殺』が2018年1月17日から放映され、ダレン・クリスがクナーナンを演じている[23]。

## 参照
- Golan, Menahem (writer-director) (1998). The Versace Murder (non-fiction film)
- Morris, Daniel (2010). Thrillkillville. ISBN 0-9827928-0-8 (novel)
- Orth, Maureen (1999). Vulgar Favors. Dell. ISBN 0-385-33286-6 (non-fiction)
- Schecter, Harold; Everett, David. The A-to-Z Encyclopedia of Serial Killers. ISBN 0-671-02074-9 (non-fiction)